# Diocesi di Jabalpur
La diocesi di Jabalpur (in latino Dioecesis Iabalpurensis) è una sede della Chiesa cattolica in India suffraganea dell'arcidiocesi di Bhopal. Nel 2021 contava 28.238 battezzati su 10.500.000 abitanti. È retta dal vescovo Valan Arasu.

## Territorio
La diocesi comprende i distretti di Jabalpur, Damoh, Mandla, Shahdol e Narsinghpur e il taluk di Lakhnadon nel distretto di Seoni nello stato di Madhya Pradesh in India.
Sede vescovile è la città di Jabalpur, dove si trova la cattedrale dei Santi Pietro e Paolo.
Il territorio è suddiviso in 13 parrocchie.

## Storia
La prefettura apostolica di Jubbulpore fu eretta il 18 luglio 1932 con la bolla De Romanorum Pontificum di papa Pio XI, ricavandone il territorio dalle diocesi di Allahabad e di Nagpur (oggi arcidiocesi).
Il 21 ottobre 1950 in forza del decreto Cum post rerum della Sacra Congregazione di Propaganda Fide assunse il nome di prefettura apostolica di Jabalpur.
Il 19 settembre 1953 la bolla Mutant res di papa Pio XII trasferì la prefettura apostolica di Jabalpur dalla provincia ecclesiastica di Madras e Meliapore alla provincia ecclesiastica di Nagpur.
Il 5 luglio 1954 la prefettura apostolica è stata elevata al rango di diocesi con la bolla Qui genus hominum dello stesso papa Pio XII.
Il 13 settembre 1963 ha ceduto una porzione del suo territorio a vantaggio dell'erezione dell'arcidiocesi di Bhopal, di cui contestualmente è diventata suffraganea.
Il 29 luglio 1968 ha ceduto un'altra porzione di territorio a vantaggio dell'erezione dell'esarcato apostolico di Satna (oggi eparchia).

## Cronotassi dei vescovi
Si omettono i periodi di sede vacante non superiori ai 2 anni o non storicamente accertati.
- Conrad Dubbelman, O.Praem. † (29 maggio 1933 - 17 dicembre 1965 dimesso[3])
- Leobard D'Souza † (17 dicembre 1965 succeduto - 1º luglio 1975 nominato arcivescovo di Nagpur)
- Théophane Matthew Thannickunnel, O.Praem. † (1º marzo 1976 - 16 maggio 2001 ritirato)
- Gerald Almeida (16 maggio 2001 succeduto - 13 gennaio 2024 ritirato)
- Valan Arasu, dal 13 gennaio 2024

## Statistiche
La diocesi nel 2021 su una popolazione di 10.500.000 persone contava 28.238 battezzati, corrispondenti allo 0,3% del totale.
| anno | popolazione | popolazione | popolazione | presbiteri | presbiteri | presbiteri | presbiteri                | diaconi | religiosi | religiosi | parrocchie |
| anno | battezzati  | totale      | %           | numero     | secolari   | regolari   | battezzati per presbitero | diaconi | uomini    | donne     | parrocchie |
| ---- | ----------- | ----------- | ----------- | ---------- | ---------- | ---------- | ------------------------- | ------- | --------- | --------- | ---------- |
| 1950 | 5.983       | 8.890.542   | 0,1         | 32         | 4          | 28         | 186                       |         |           | 65        | 2          |
| 1970 | 14.253      | 3.831.459   | 0,4         | 46         | 32         | 14         | 309                       |         | 27        | 95        | 4          |
| 1980 | 18.213      | 5.373.000   | 0,3         | 54         | 43         | 11         | 337                       |         | 17        | 129       | 8          |
| 1990 | 25.441      | 6.723.000   | 0,4         | 62         | 42         | 20         | 410                       |         | 28        | 177       | 9          |
| 1999 | 25.130      | 8.017.000   | 0,3         | 110        | 62         | 48         | 228                       |         | 109       | 256       | 12         |
| 2000 | 25.867      | 8.115.000   | 0,3         | 110        | 62         | 48         | 235                       |         | 109       | 250       | 12         |
| 2001 | 29.187      | 8.145.000   | 0,4         | 111        | 62         | 49         | 262                       |         | 100       | 245       | 12         |
| 2002 | 28.803      | 8.150.000   | 0,4         | 114        | 65         | 49         | 252                       |         | 100       | 273       | 12         |
| 2003 | 25.187      | 9.032.285   | 0,3         | 124        | 70         | 54         | 203                       |         | 117       | 278       | 12         |
| 2004 | 25.292      | 8.450.000   | 0,3         | 125        | 71         | 54         | 202                       |         | 117       | 281       | 12         |
| 2006 | 28.787      | 9.032.285   | 0,3         | 138        | 76         | 62         | 208                       |         | 117       | 330       | 12         |
| 2013 | 25.416      | 9.758.000   | 0,3         | 139        | 83         | 56         | 182                       |         | 95        | 349       | 13         |
| 2016 | 26.280      | 9.940.000   | 0,3         | 145        | 85         | 60         | 181                       |         | 106       | 352       | 13         |
| 2019 | 27.093      | 10.292.000  | 0,3         | 123        | 85         | 38         | 220                       |         | 81        | 367       | 13         |
| 2021 | 28.238      | 10.500.000  | 0,3         | 121        | 76         | 45         | 233                       |         | 88        | 327       | 13         |